# ジョーダン・グランプリ
ジョーダン・グランプリ（Jordan Grand Prix）は、アイルランドおよびイギリスのF1コンストラクター。創設者は元レーシングドライバーのエディ・ジョーダン。
1990年代に活動した新興チームの中では最も成功したひとつで、1991年から2005年までF1世界選手権に参戦し、通算4勝を記録した。コンストラクターズランキング最高成績は3位（1999年）。ヤマハ、無限ホンダ、ホンダ、トヨタといった日本のエンジンサプライヤーの多くからエンジン供給を受けたチームでもある。

## 歴史

### チーム発足
アイルランド出身のエディ・ジョーダンが、それまで自らレーサーとして参戦していたイギリスF3選手権で1979年の終わりに設立したプライベートチーム「エディ・ジョーダン・レーシング (EJR) 」が前身。ジョーダンはレーサーとしては引退し、1983年に前年F3ランキング4位のマーティン・ブランドルを新たに起用。ブランドルはシリーズ2位を獲得するとF1に昇格した。1987年にはF3での二年目となるジョニー・ハーバートを採用するとこの年7度のポールポジション、5回の優勝を挙げ、イギリスF3を制覇した。
1988年からハーバートと共に国際F3000選手権にステップアップ。当時ジョーダンは新興コンストラクターであるレイナードとのつながりが深く、F3・F3000ともにレイナードシャシーで参戦。1988年の国際F3000開幕戦はチームとハーバート、レイナードにとってもF3000へのデビュー戦であったが、ここでハーバートはポールポジションからのF3000デビューウィンをチームにもたらした。1989年には新たに起用したジャン・アレジがチャンピオンを獲得するなど国際F3000選手権の強豪チームに成長する。同チームには以後もマーティン・ドネリー、エディ・アーバイン、ハインツ＝ハラルド・フレンツェンなど後にF1へとデビューする顔ぶれが在籍した。
F3000でのチームの成功を受け、1990年になるとジョーダンはコンストラクターとしてF1に挑戦することを発表し、同年7月にフォードエンジンとの契約締結を発表。元レイナードのゲイリー・アンダーソンがF1参戦用のシャーシー設計・製作を開始し、レイトンハウスF1チームをマネージャーとして仕切っていたイアン・フィリップスを引き抜き1991年からの契約書にサインを書かせることに成功。フィリップスは早速「7up」とのメインスポンサー契約締結の交渉を始めた。年末には'91年F1でのドライバーとして最初に起用を決めたベルトラン・ガショーを含めロンドンでスポンサーに対してあいさつ回りも始まり着々と準備が進行された。
1991年、F1チームのジョーダン・グランプリが誕生し、フォーミュラレースの最高峰への参戦が始まった一方で、国際F3000選手権での活動は縮小。同年のF3000にはミドルブリッジ・レーシングと提携し、ミドルブリッジとドライバー契約していたデイモン・ヒルを走らせたが、同年最終戦をもってF3000参戦を終了しF1に集中することとなった。

### 1991年～1995年 輝かしいデビューと苦難の日々

#### 1991年

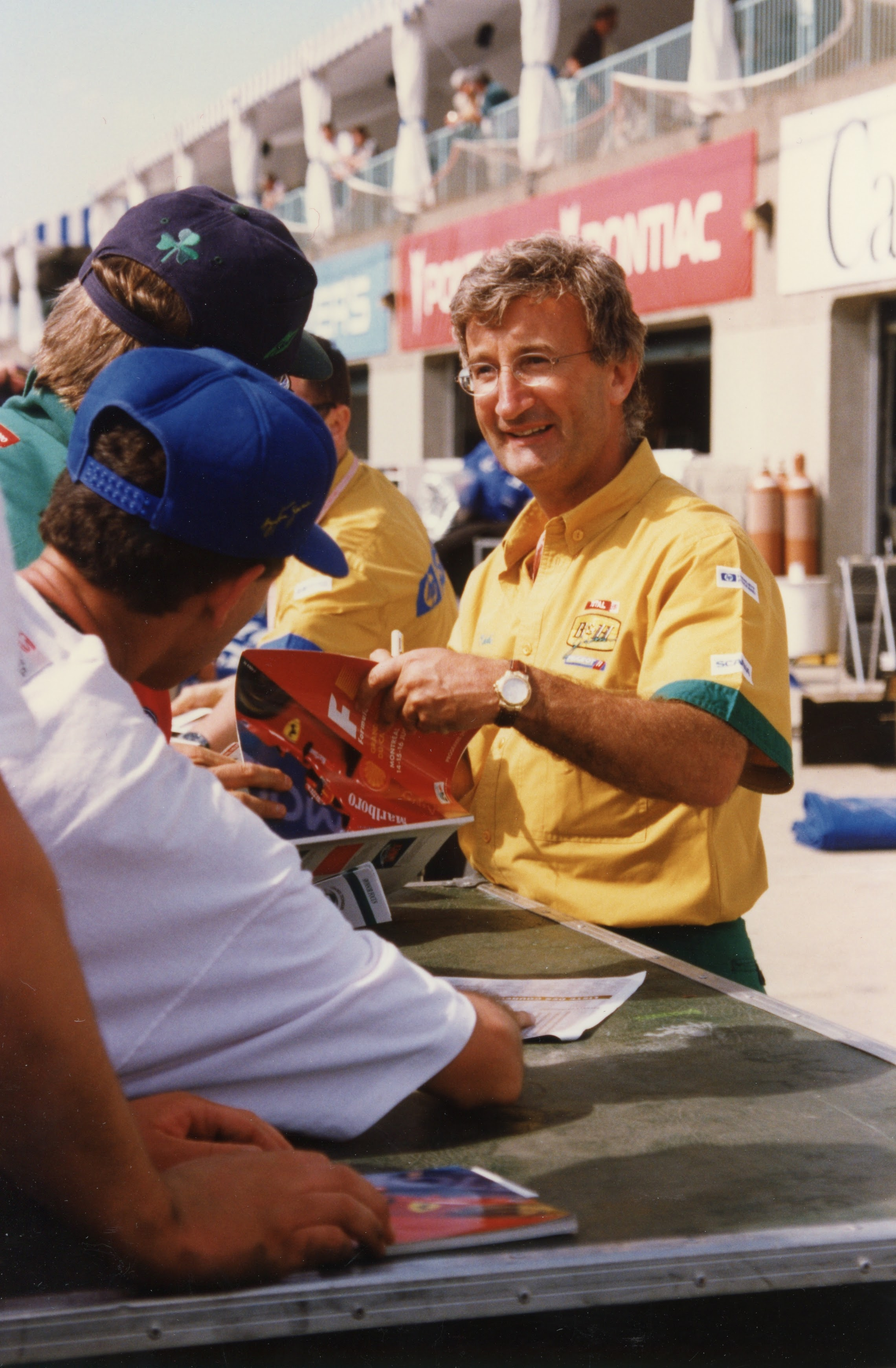
創設者エディ・ジョーダン（1996年）

F1処女作となる191は、ゲイリー・アンダーソンを中心に開発。オーソドックスながらもアンヘドラル・ウィングなどの流行を取り入れ、アイルランドのレーシングカラーである鮮やかなグリーンにペイントされた「美しいマシン」として評判になった。また、ルーキーチームにもかかわらずフォードワークスのみに供給されていたHBエンジンの旧スペックを獲得した。なお、発表時は「ジョーダン911」と表記されていたが、同名の車種を持つポルシェからの抗議によって「191」に変更されるというエピソードを持っている。
メインスポンサーにペプシコーラ社ブランドの「7up」が付き、富士フイルムやSHOEIなどのスポンサーも獲得した。ドライバーは力量だけではなく持込み資金の額も考慮して、ベルトラン・ガショーとアンドレア・デ・チェザリスと契約した。
シーズン開幕は予備予選 (PQ) からの出場となったが、決して評価の高くなかった2人のドライバーがコンスタントに入賞を果たし、後半戦は本予選組に昇格。フォードのカスタマーチームながらワークス待遇のベネトンを追い回し、時には上回るなど見せ場を作った。メキシコGPでは4位入賞直前でガス欠したデ・チェザリスがマシンを押しながらフィニッシュしたことも話題になった。

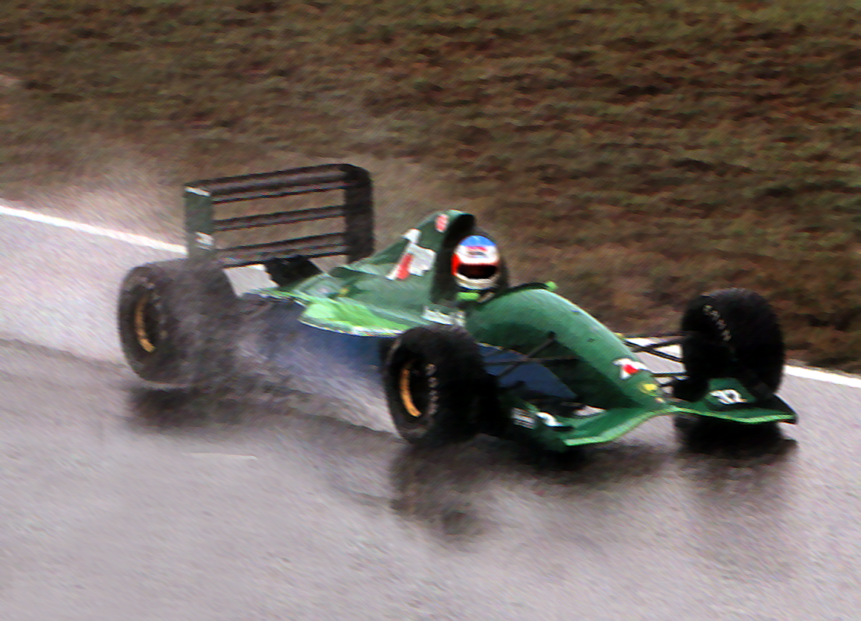
デビュー早々のミハエル・シューマッハがジョーダン・191を駆る様子。

ハンガリーGP後にはガショーが傷害事件で投獄されるという不祥事が発生し、代役としてメルセデス・ベンツの秘蔵っ子ミハエル・シューマッハを起用する。シューマッハはデビュー戦のベルギーGPで当時チーム最高の予選7位を記録（決勝ではクラッチを壊し0周リタイア）。このレースの後半にはデ・チェザリスがトップを走行するアイルトン・セナを追い上げる場面もあったが、オイル不足によるエンジンブローでレース終盤リタイヤした（記録上は完走扱いの13位）。
ジョーダンは金の卵であるシューマッハと長期契約を結ぼうとしたが、F1界の政治力により大騒動の末ベネトンに引き抜かれてしまう。次戦イタリアGPではベネトンからの違約金を持ち込んだロベルト・モレノがドライブしたが2戦のみの契約で、アレッサンドロ・ザナルディが最終3戦をドライブした。終盤戦はコスワースとの関係悪化などもあり前半戦の勢いを失ったが、最終的にデビューシーズンに13ポイントを獲得しコンストラクターズランキング5位という好成績を収めた。コスワースとの関係悪化については諸説あるが、コスワースへの代金支払いを滞納したことが原因というのが有力である。
翌年に向けデ・チェザリスは当初ジョーダンに残留する方向だったが、メインスポンサーの「7up」を持つペプシコ本社がアメリカでのF1人気が低いとの理由で撤退することになり、その穴を埋めるためF3000でタイトルスポンサーを務めチームとつながりが出来ていたバークレイタバコ（ブラウン&ウィリアムソンタバコ）と交渉。これによりマールボロドライバーであるデ・チェザリスの残留が無くなり、バークレイの希望したステファノ・モデナと交渉することとなった。冬の間のテストは191にヤマハ・OX99エンジンを積んだ「191Y」でザナルディにより行われた。

#### 1992年

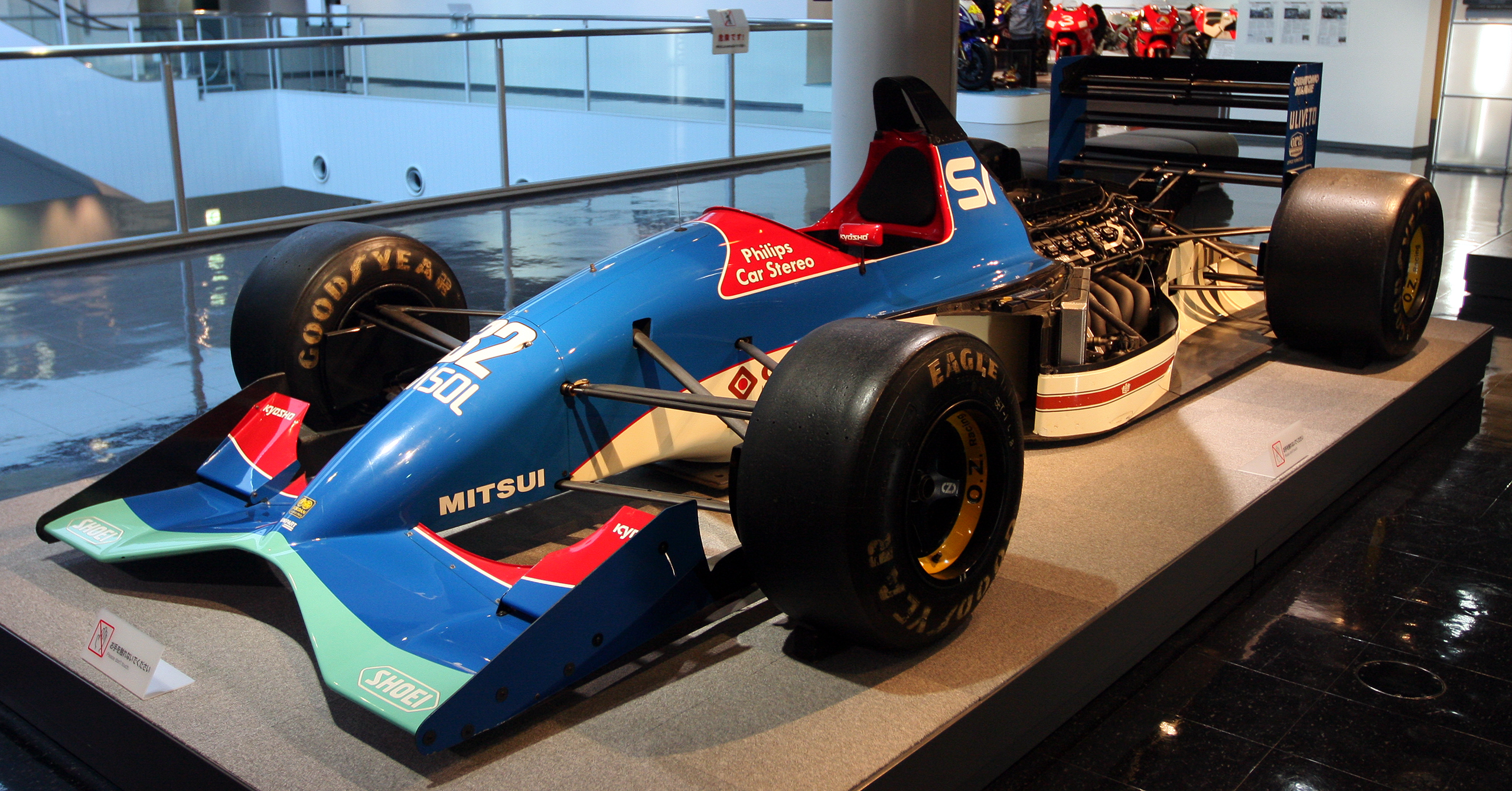
ジョーダン・192。
カウルの中にはヤマハV12エンジンが搭載されている。

前年の成功により、チームは広い敷地の新ファクトリーをシルバーストン・サーキットの近くに作り移転して2年目のシーズンを迎えた。前年途中からエンジン使用料の支払いで揉めていたこともあり、コスワースHBエンジンを使用できなくなった場合に備え交渉していた日本のヤマハと本契約を結び、V12エンジンの独占供給権を獲得。南アフリカの石油化学薬品メーカーSASOL社が南アフリカ企業として初めてF1チームのメインスポンサーとなり、オイルサプライヤーとしても提携した。加えて、交渉が実ったブラウン&ウィルソンの「バークレイ」による支援獲得にも成功し、前年に続く活躍が期待された。
ドライバーは一新され、ティレル・ホンダから移籍加入のステファノ・モデナと、チームマネージャーのイアン・フィリップスがレイトンハウス時代から旧知であるマウリシオ・グージェルミンを起用。またヤマハと契約したことから日本国内でのヤマハエンジンのテストを黒澤琢弥が担当した。
ニューマシン192は前年の191のコンセプトを引き継いだ発展熟成型として、空力面やサスペンションなどには成功作である191から変化を加えず堅実なマシンを目指した。しかしギアボックスには新技術を採用し、F1では初となる前後の押し引きでギアチェンジができる「シーケンシャル」タイプを導入し、ギアチェンジにかかる時間が通常の物より速くなるとの触れ込みで大いに期待された。開幕前テストの時点ではドライバーのモデナから「シャーシーのフィーリングは良い」という感想も聞かれていたが、トランスミッションにはこの時点でトラブルが多い前兆が出ていた。
実戦が始まると、V8からV12への搭載エンジン変更が裏目となり、エンジンの重量増によるシャシーバランスの悪化、V12になったことで増えた発熱量に対してラジエーターの容量不足が露呈するなど、搭載エンジン変更に起因する多くのマシントラブルに悩まされた。そして新ギアボックスの信頼性不足もあり、ジョーダン2台ともに前年のような速さを見せる場面がないままシーズンを過ごし、モデナは予選落ちを4度喫する不振、グージェルミンは予選落ちこそなかったもののノーポイントでシーズンを終了。チームもポイント獲得がモデナによる最終戦オーストラリアGPでの6位入賞（1ポイント）1度のみと失速、2年目のジンクスに填まる。ヤマハとの関係も悪化し長期契約は同年限りで破棄され、両ドライバーも揃って同年を最後にF1シートを失う最悪の結果となった。

#### 1993年
出直しとなる3年目はプライベートメーカーのハートが製作したV10エンジンを搭載。新車193にはセミオートマチックギアボックスとアクティブサスペンションの簡易版である車高調整システムを投入した。
ドライバーは20歳の新人ルーベンス・バリチェロと、前年フェラーリでドライブしたイヴァン・カペリと契約。カペリの起用は前年のグージェルミンと同じくイアン・フィリップスと関係が深いドライバーの2年連続起用となった。他エンジンより非力なハートエンジンでの参戦となり苦しいシーズンとなったが、バリチェロは第3戦ヨーロッパGPでは雨の中一時2位を走行、第8戦フランスGPでは予選8位に入り、関係者の評価を上げる。しかし、カペリは資金的な理由と第2戦ブラジルGPでの予選落ちが響いてわずか2戦で解雇となる。後任として起用したベテランのティエリー・ブーツェンは長身であり、小柄なバリチェロに合わせて作られたモノコックのサイズに体が合わなかったうえ、成績も振るわずに母国ベルギーGPをもって引退。運営資金を補うため終盤戦はマルコ・アピチェラ→エマニュエル・ナスペッティ→エディ・アーバインと資金持ち込みドライバーにセカンドシートを切り売りすることとなった。チーム成績は日本GPでのバリチェロ5位、アーバイン6位の2台ダブル入賞のみにとどまった。

#### 1994年
前年の体制を継続し、初めて2年続けて同じメーカーのエンジンを搭載する。ドライバーもバリチェロが残留し、前年の日本GPでスポット参戦ながら6位入賞を果たしたアーバインがレギュラーに昇格した。
バリチェロはサンマリノGPを大クラッシュにより欠場するも、パシフィックGPで初表彰台、第11戦ベルギーGPで初ポールポジションを獲得するなど活躍。一方、アーバインは開幕戦で多重クラッシュの原因を作ったとして3戦出場停止を受けたため、パシフィックGPでは鈴木亜久里、サンマリノGPとモナコGPではデビューイヤーにドライバーを務めたアンドレア・デ・チェザリスが代わってドライブ。市街地コースを得意とするデ・チェザリスはモナコで4位入賞を果たした。
194は191を彷彿とさせるスマートなノーズスタイルを持った車でシャシーバランスが良く、コーナリング性能に優れており、しばしば上位チームを脅かす活躍を見せた。ただし信頼性は十分とは言えず、この年に投入したセミオートマチック・ギアボックスは序盤にトラブルが頻発した。ジョーダンが開発資金の一部を負担をしていたハートV10でワークスエンジンと勝負することは難しく、エンジンの出力不足はいかんともし難かった。しかし中低速を重視したチューニングにすることで、一部の高速サーキットを除いては「プライベーター」エンジンとしては十分な成績を収めることができた。大口スポンサーや自動車会社のバックアップを持たない中で年間28ポイントを獲得し、ランキング5位に返り咲いた。

#### 1995年

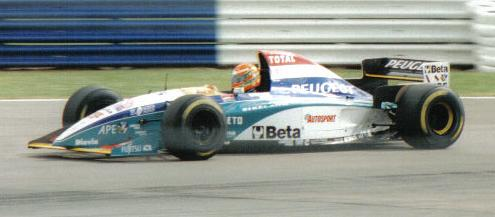
1995年のマシンジョーダン・195を駆るエディ・アーバイン

前年にマクラーレンから契約を解除されたプジョーV10エンジンを獲得。SASOLに代わってプジョーと結びつきが強いフランスのトタルオイルがメインスポンサーとなり、オイルサプライヤーとしても提携するなど資金面とチーム体制を強化した。ドライバーはバリチェロとアーバインのコンビを継続。
第6戦カナダGPでは2、3位でダブル表彰台を獲得。予選では度々トップ10内のグリッドを確保するが、マシン・エンジンともに信頼性に欠け、いくつかのレースで入賞を逃し21ポイント獲得（ランキング6位）にとどまる。
チームは翌年もドライバーラインナップを変更せずに戦うと発表したが、フェラーリがシューマッハのチームメイトとしてアーバインの獲得を発表。フェラーリがジョーダンから契約を買い取る形で、チームに多額の資金がもたらされた。

### 1996～1999年　メインスポンサー獲得と上位への進出

#### 1996年

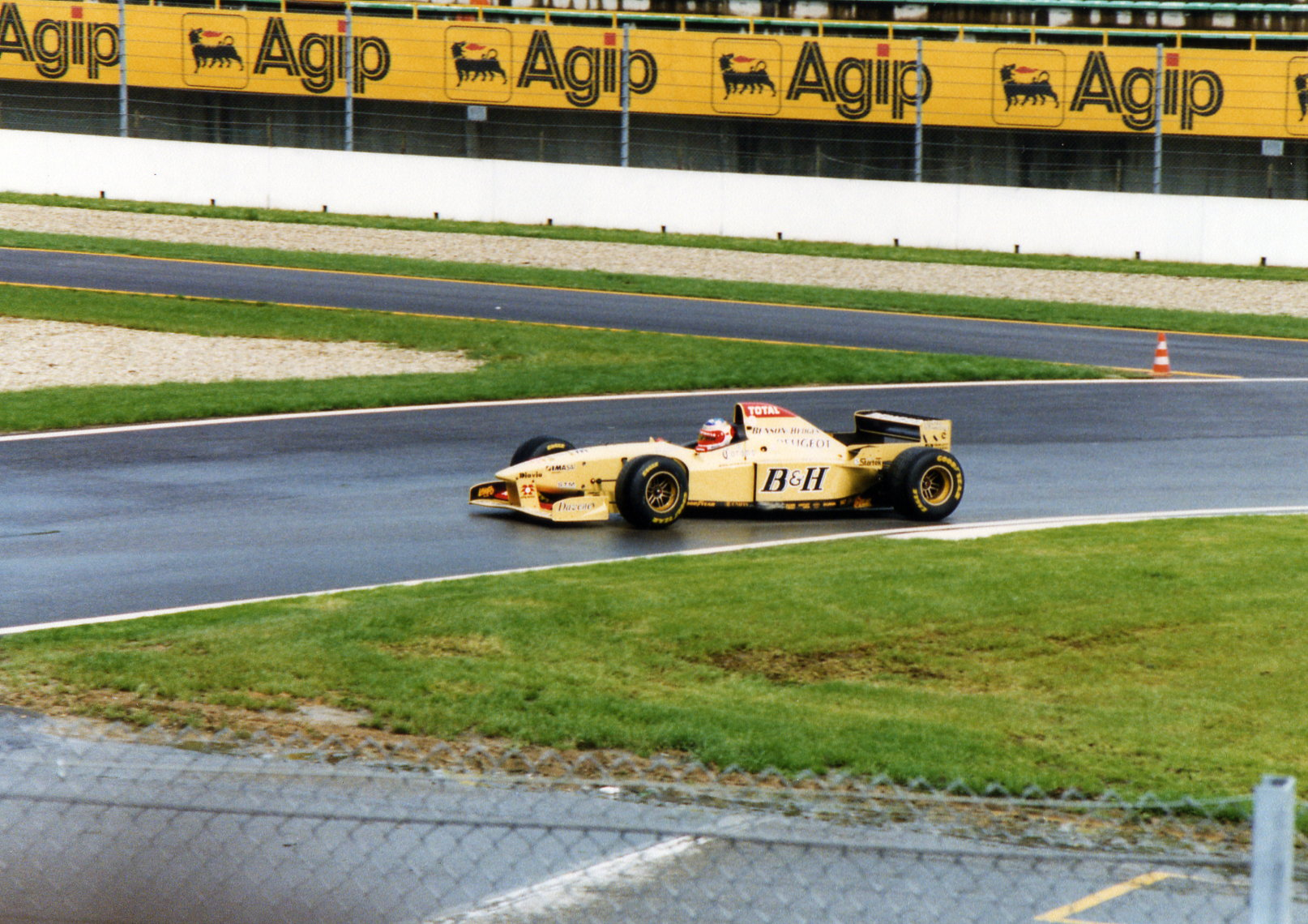
ジョーダン・196を駆るルーベンス・バリチェロ
（1996年）

メインスポンサーにタバコブランドのベンソン&ヘッジス (BENSON & HEDGES) を獲得し、マシンカラーはシャンパンゴールドに模様替えした。ドライバーはバリチェロに加え、ベテランのマーティン・ブランドルと契約。ブランドルはF3時代にジョーダンのチームから参戦しており、13年ぶりの「復帰」となった。
プジョーエンジンはエキゾーストシステムの開発が進んでパワーアップし、信頼性も著しく向上したが、シャシーの開発が思うように進まなかった影響でセッティングが決まらず、22ポイントの獲得にとどまる。コンストラクターズランキングは5位に返り咲いたが、一度も表彰台に上がることはなかった。この年をもってチーム最長となる4シーズン在籍したバリチェロがチームを去り、翌年からの新規参戦を発表したスチュワート・グランプリへと移籍して行った。

#### 1997年

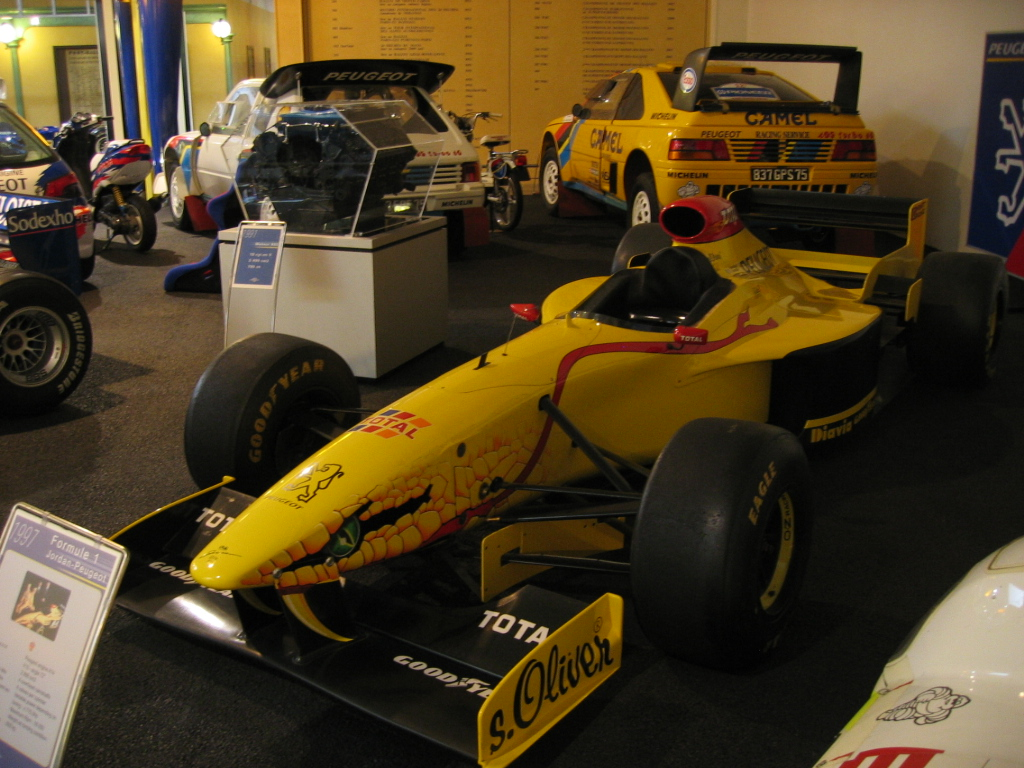
ジョーダン・197
（1997年）

ドライバー2名とも一新し、フォーミュラ・ニッポンの初代チャンピオンとなったラルフ・シューマッハと、前年ミナルディで好走したジャンカルロ・フィジケラという若い2人を起用した。
197のカラーリングも前年度の金色から黄色主体に変更され、フロントノーズにはスポンサーのベンソン&ヘッジスからの要望でスネイク（蛇）が描かれた。円状のインダクションポッドやエレクトリック・デファレンシャルを採用し、プジョーエンジンも信頼性・パワーともにさらに向上し、前年までに比べ大幅な戦力向上を果たした。予選では2台揃ってのトップ10が11回、決勝でも第3戦アルゼンチンGPで3位にシューマッハが入賞するなど表彰台3回を含む入賞12回を記録し、トップ集団での争いを展開した。
しかし、シューマッハの初表彰台は、レース途中で前を走るフィジケラのイン側にシューマッハーが強引にねじ込みチームメイト同士が接触した結果で、初表彰台を失ったフィジケラは激怒。これを機に2人の関係は一気に冷え込んだ。フィジケラはベネトンへの移籍を決意し、チームは契約を盾にベネトンを訴えるも敗訴。また、プジョーが同じフランスのチームであるプロストと契約したため、3年目で関係を終えることになった。

#### 1998年

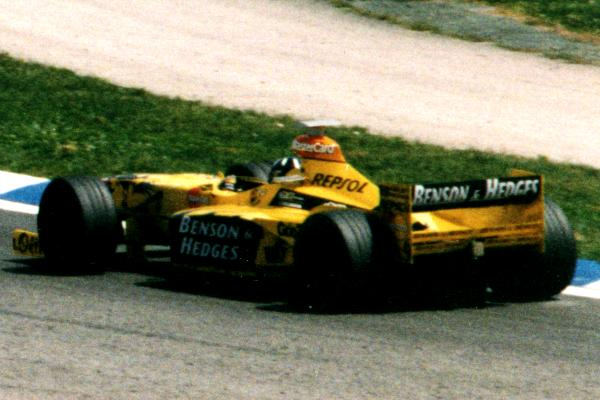
ジョーダンに初優勝をもたらしたマシン「ジョーダン・198」をドライブするデイモン・ヒル。

エンジンはベネトンやミナルディなどとの争奪戦の末、プロストから放出された無限=ホンダV10エンジンを結果的にトレード状態での搭載となる。
ドライバーは2年目のシューマッハと、アロウズから移籍した1996年チャンピオンであるデイモン・ヒル。チーム発足以来初のF1チャンピオン経験者の加入となった。
198はカラーリングをスネイクからスズメバチに変更したが、前半戦は全く機能せず成績は低迷。F1初年度からチームを支えたデザイナーのゲイリー・アンダーソンはチームを去ることになるが、中盤からマシンの改善に成功。立て続けに入賞を果たし、ついに第13戦ベルギーGPで大波乱の展開を制したヒルが優勝、2位にはシューマッハが入り、チーム初優勝を1-2フィニッシュで果たした。その後もコンスタントにポイントを稼ぎ、最終戦日本GPでヒルがファイナルラップにてウィリアムズのハインツ＝ハラルド・フレンツェンを抜いて4位入賞したことでベネトンを逆転し、コンストラクターズ4位を獲得。当時絶対の存在であったトップ4チーム（マクラーレン、フェラーリ、ウィリアムズ、ベネトン）の牙城を崩す殊勲を達成した。
なお、フィジケラと不仲になったラルフと、ラルフの兄ミハエルと数々の因縁を残したヒルとの関係も注目されたが、2人はかなりうまくいっていたという。ただし、ラルフはエディ・ジョーダンと不仲になり移籍を決意、訴えを起こしてウィリアムズに移籍した。

#### 1999年

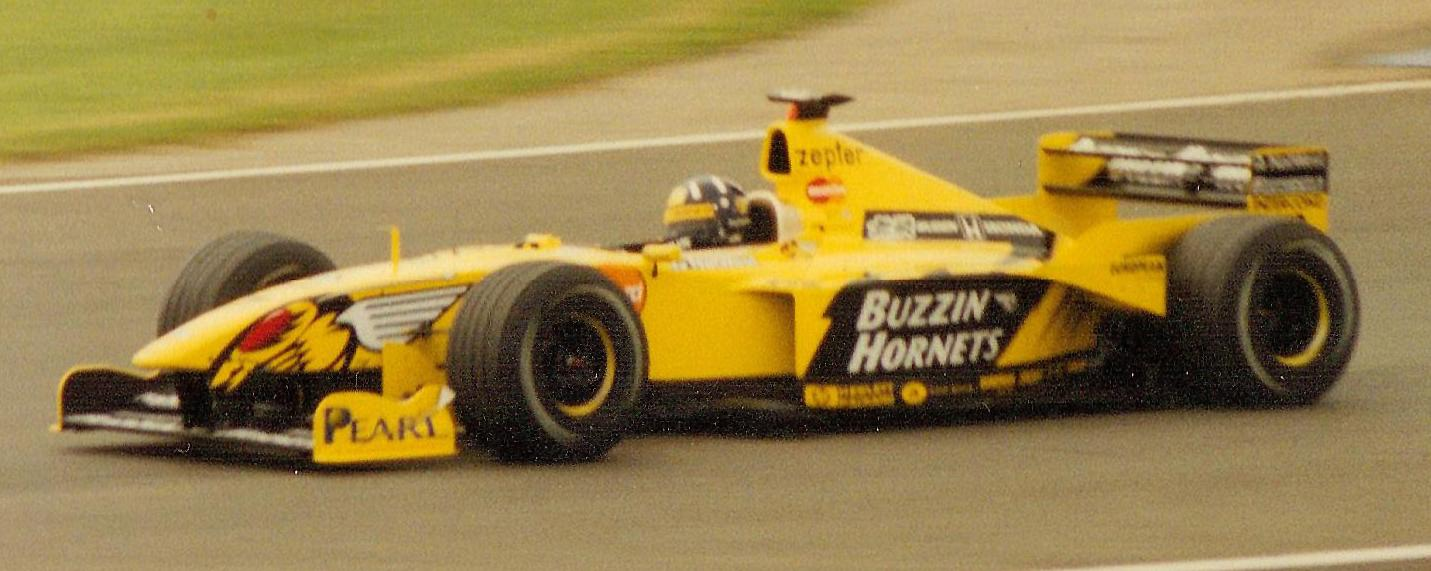
ジョーダン・199を駆るデイモン・ヒル
（1999年）

ドライバーはシューマッハと入れ替わる形でウィリアムズからフレンツェンが加入し、ヒルとコンビを組む。前年途中にティレルから加入したマイク・ガスコインが手がけた199は、パワフルな無限エンジンとバランスのいいシャシーが相まって高い戦闘力を発揮する。
フレンツェンは開幕戦から表彰台に上がるなどコンスタントにポイントを獲得。フランスGPとイタリアGPで優勝し、ドライバーズチャンピオン争いに絡む大活躍を見せた。タイトル挑戦にむけて重要なレースとなったヨーロッパGPでもポールポジションを獲得したが、トップ走行中に電気系のトラブルでリタイアして夢は断たれた。一方のヒルは前年の活躍が嘘のような不振で、地元イギリスGPで引退するのではないかと騒がれた。最終戦までドライブを続けるものチームには貢献できず、ワールドチャンピオン獲得者としては淋しい形での引退となってしまった。
チームは優勝2回で61ポイントを獲得。コンストラクターズ選手権では前年からさらに1つ順位を上げ、プライベーターチームとしては大殊勲の3位を獲得した。
後に明らかになった話として、この頃本田技研工業（ホンダF1）がジョーダンを買収してワークス・チーム化するという案が出ていたという。当時ホンダのエンジニアで無限側のスタッフの一人だった白井裕（後に日本レースプロモーション社長）によれば「オール・ホンダF1チームになる最有力候補だと、我々第二期世代関係者の間では決まりのはずだった」というが、結局この話は諸事情により流れてしまった。

### 2000年代　成績低下～チーム売却

#### 2000年

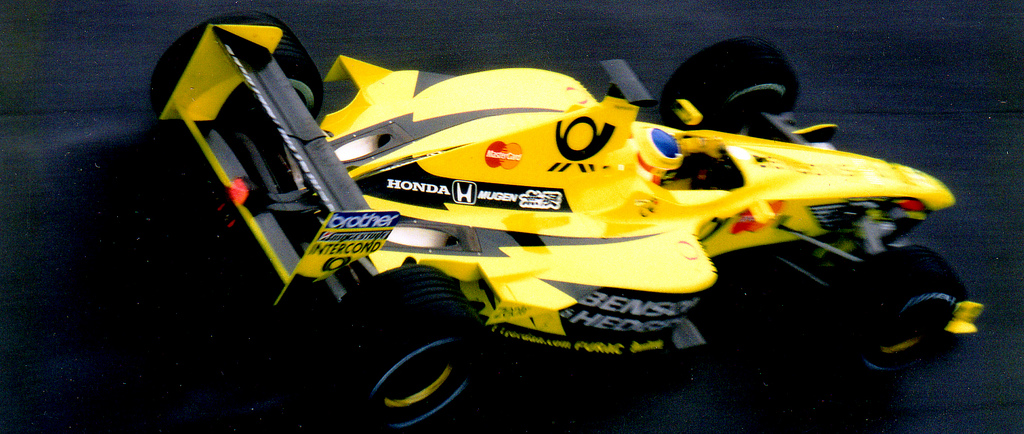
ヤルノ・トゥルーリが駆るEJ10。（2000年）

F1参戦10周年さらなるステップアップを目指したチームは、マシンコンセプトを一新。チーム・オーナーのエディ・ジョーダンのイニシャルと10年目ということからニューマシンはEJ10と名づけられた。エンジンは引き続き無限ホンダを使用する。ドライバーはエースのフレンツェンに加え、ヒルの後釜としてプロスト・グランプリからヤルノ・トゥルーリを獲得した。
EJ10のシャーシ特性として神経質であり、信頼性にも問題があった。改良型のEJ10Bを投入したが大きな効果は無かった。さらにガスコインがシーズン中にルノーへの移籍を表明し、開発体制は弱体化した。フレンツェンは表彰台2回、完走6回にとどまり、トゥルーリは予選で速さを見せたが、決勝での表彰台に上がる事は出来なかった。チームは17ポイントしか獲得できず、ランキング6位に後退。無限ホンダとの関係も同年限りとなり、ここ数年の上昇ムードが失われる年となった。
また、1994年からレースエンジニアとして在籍していたサム・マイケルもウィリアムズへの移籍が決まり、この年限りでジョーダンを去った。

#### 2001年

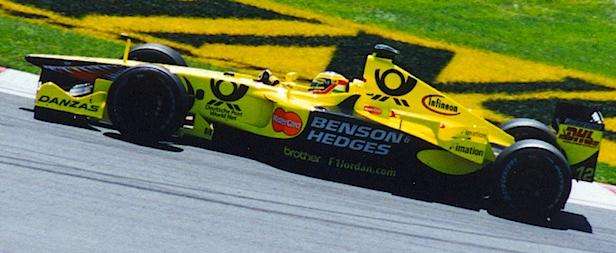
ジョーダン・EJ11
（2001年）

無限との契約を打ち切り、多額のリース料を支払ってホンダエンジンを獲得。カスタマー契約ながらB・A・Rと同格のワークス仕様を搭載する。カラーリングはノーズ部のスズメバチ柄がシャーク（鮫）柄に変更された。ドライバーはフレンツェン、トゥルーリが残留し、前年B・A・Rのレギュラードライバーだったリカルド・ゾンタをテストドライバーに起用した。
ところがシーズン前にエンジニアの大量離脱があり、レースでは戦略ミスによる表彰台や入賞を逃すケースが多く見られ、マシンもエンジンとのマッチングに苦しんだ。ドイツGP直前には突然フレンツェンを解雇。代わりにゾンタを2戦起用した後、プロストからジャン・アレジが加入する。アレジは契約延長を望んだが、チームはホンダとの関係で翌年から佐藤琢磨を起用する意向であったため、最終戦日本GPをもってアレジはF1から引退しDTMのメルセデスへと移籍して行った。
この年の表彰台は無く、前年並みの19ポイントにとどまった。しかしB・A・Rの不振によりランキングは5位に浮上した。

#### 2002年

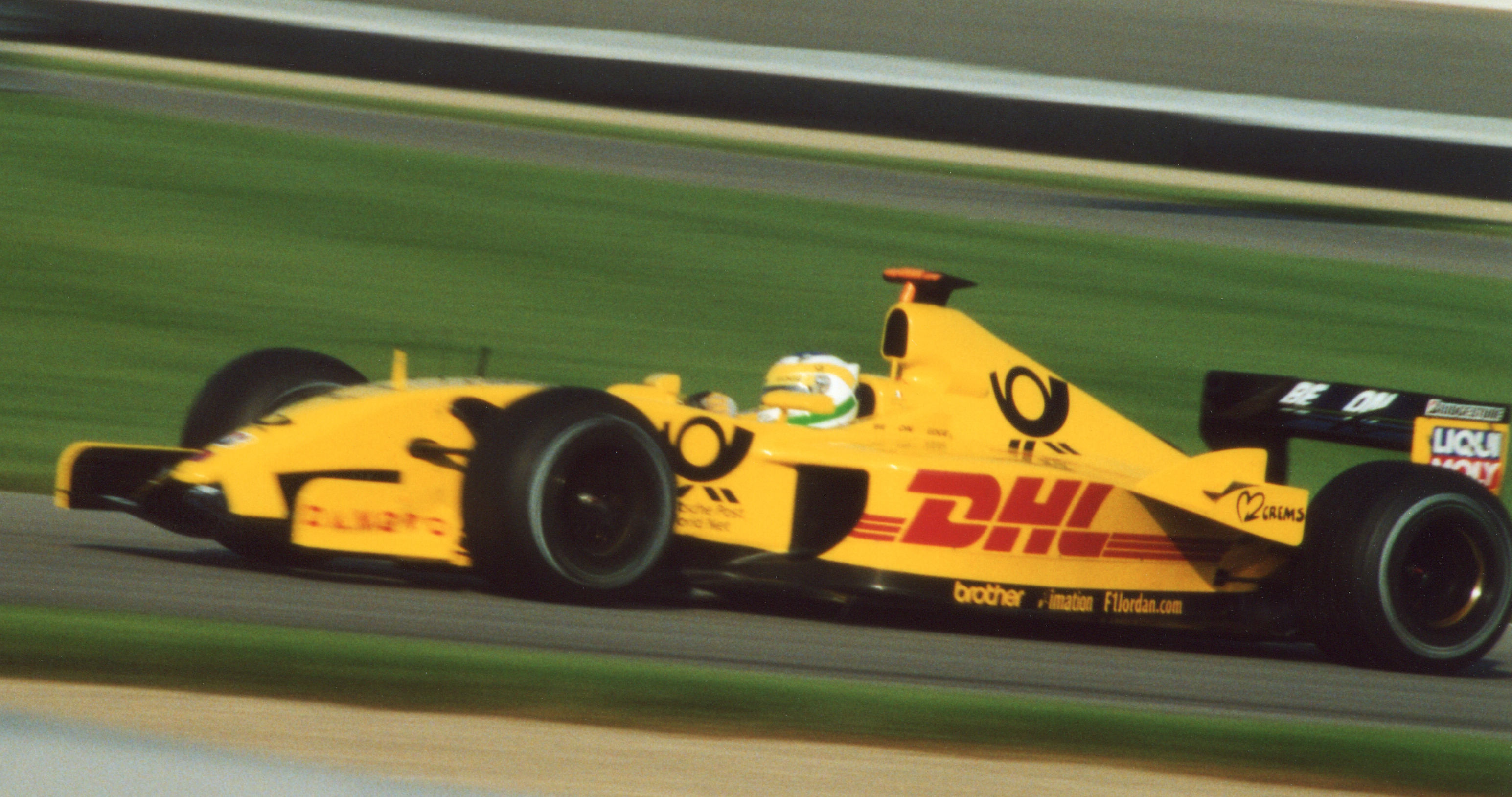
ジョーダン・EJ12
（2002年）

前シーズン終了後にベンソン&ベッジスが支援を大幅に縮小。DHLが新たなメインスポンサーとなるも資金繰りが悪化する。ドライバーはトゥルーリと入れ替わる形でジャンカルロ・フィジケラが5年ぶりに復帰し、そのチームメイトにはイギリスF3チャンピオンの佐藤琢磨が加入。ホンダの後押しがある佐藤と契約を結ぶことで、ホンダからのエンジン使用料の大幅減額の恩恵を受けるも、資金不足の影響でテストの回数は限られた。
両ドライバー共に健闘するものの、エグバル・ハミディが設計したEJ12の開発が進まず成績不振。シーズン途中からゲイリー・アンダーソンがチームに復帰するものの、年間通じてわずか9ポイントしか獲得できなかった。最終戦日本GPで佐藤が5位初入賞した2ポイントによりコンストラクターズランキング6位を確保したが、運営資金の不足に伴いシーズン中には60名におよぶスタッフの解雇を実施し、チーム力はさらに低下していく。

#### 2003年

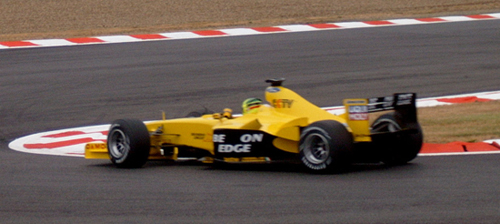
ラルフ・ファーマンが駆るジョーダン・EJ13（2003年）

タイトルスポンサーのDHLが前年で撤退し、これまでチーム規模を拡大してきていたことも災いして、一気に財政危機に陥る。ホンダエンジンも供給先をB・A・Rに一本化し、それにともない佐藤もB・A・Rへ移籍。これによりホンダからの大幅減額が廃止されたことで使用継続を断念し、使用料が安い（実質無料とも言われた）フォード・コスワース・RS1を使用することとなった。ドライバーはフィジケラが残留し、佐藤に代わってフォーミュラ・ニッポン前年チャンピオンのラルフ・ファーマンと契約した。イギリス人のファーマンと契約することでベンソン&ヘッジス社からの支援額が若干上乗せされはしたものの、資金不足は改善せず、EJ13はバランスが良いオーソドックスなマシンだったが、資金不足と非力なカスタマーエンジンでは苦戦、ミナルディと最下位を争う位置まで後退してしまう。その苦境の中、ブラジルGPでは雨絡みの荒れた展開の中でフィジケラが奇跡的なF1初優勝を達成。この優勝はチームにとって最後の優勝となった。この勝利以外は入賞2回で、前年を上回る13ポイントを獲得したがランキングは9位に後退した。

#### 2004年

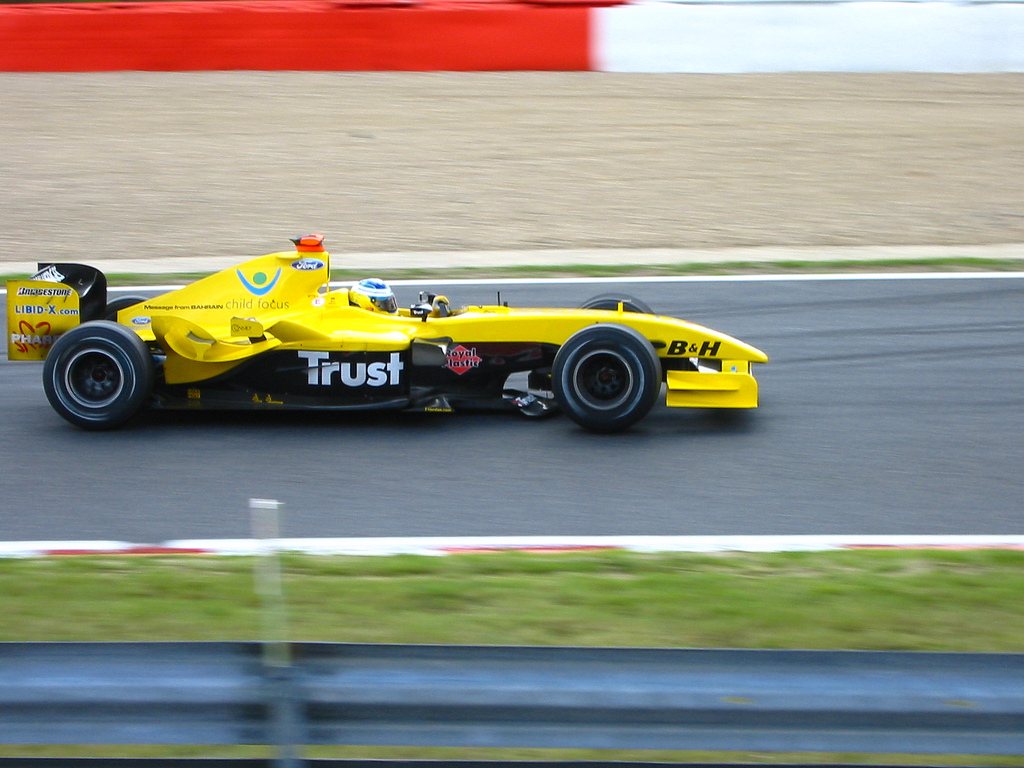
ニック・ハイドフェルドが駆るジョーダン・EJ14
（2004年）

エディ・ジョーダンは資金難に喘ぐチームの売却を検討しながら参戦。前年同様フォード名義のエンジンをコスワースから供給を受ける。ドライバーは一新し、フィジケラと入れ替わる形でザウバーからニック・ハイドフェルドが加入。セカンドドライバーはジョルジオ・パンターノ（1〜7,9〜15戦）とティモ・グロック（8,16〜18戦）を起用した。
マシンはミナルディを上回るのが精一杯で、入賞は3回（ハイドフェルド2回、グロック1回）、計5ポイントでランキングは9位のままだった。ハイドフェルドは走らないマシンながらも健闘し、翌年からウィリアムズに移籍する。

#### 2005年

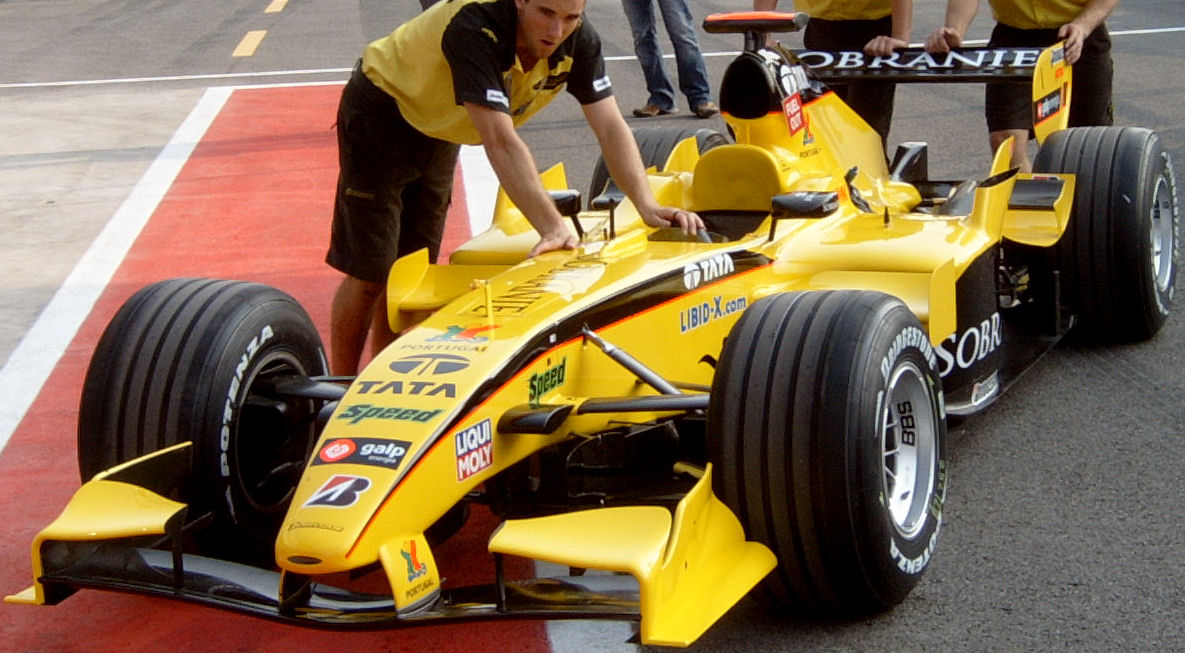
ジョーダン・EJ15B
（2005年）

2005年1月24日に、アレックス・シュナイダー率いるミッドランドグループへのチーム売却を発表。同時にオーナーのエディ・ジョーダンがチームを去ったが、登録上このシーズンは「ジョーダン・グランプリ」名義のまま戦うことになる。エンジンはフォードのF1撤退を受け、トヨタからカスタマー仕様の供給を受けた。ドライバーはティアゴ・モンテイロとナレイン・カーティケヤンというF1ルーキーの2人となった。
ジョーダン最後のF1マシンとなったEJ15の信頼性は高く、モンテイロは19戦中18完走（開幕から16戦連続完走）という記録を残す。アメリカGPではタイヤトラブルの影響でミシュランユーザー全てが決勝スタート前に棄権（事実上のレースボイコット）。ブリヂストンユーザーのみで争われたレースで、フェラーリの2台に続いてモンテイロが3位初表彰台、カーティケヤンが4位という望外の好成績を収めた。このほかモンテイロがベルギーGPで8位入賞し、ランキングは9位のままながらも12ポイントを獲得した。
この年限りで14年間にわたるジョーダン・グランプリのF1参戦は幕を閉じ、2006年にチームの名称がミッドランドF1 (MF1) に変更された。その後もチームの本拠地や主要スタッフは引き継がれていたが、2007年にはスパイカーF1、2008年にはフォース・インディア、2018年シーズン途中でレーシング・ポイント（2021年以降はアストンマーティンF1へ改称）へと次々に売却され、オーナーを変えながらF1に参戦している。

## 新人発掘
ジョーダンはミナルディやザウバーとともに新人ドライバーの発掘に秀でていると言われていた。
EJR時代には、F3でアイルトン・セナ（テスト走行）やジョニー・ハーバートを、国際F3000ではジャン・アレジやエディ・アーバインを輩出している。
F1においても、1991年にベルトラン・ガショーがシーズン途中に逮捕された際にミハエル・シューマッハを代役という形で起用してデビューさせたチーム(次戦で早くもベネトンに奪われることとなったが)となった。他にも1993年にはルーベンス・バリチェロをデビューさせ、同じ年にスポット参戦でデビューしたエディ・アーバインをそのまま1994年のフル参戦の契約の締結。1997年にはラルフ・シューマッハをデビューさせると共に前年ミナルディでF1デビューをしていたジャンカルロ・フィジケラを抜擢するなど、後の有力ドライバーを続々と輩出している。佐藤琢磨も2002年にジョーダンからデビューしている。

## 経営姿勢
エディ・ジョーダンによるチーム経営は時に強引な策を強行したこともあり、チームが1988年の国際F3000選手権にステップアップする際にはスポンサーとしてキャメル（R&Jレイノルズ社）と交渉中だったが話がまとまる前に開幕戦となり、ジョーダンは「勝手に」「独断で」ノースポンサーの真っ白なマシンにCAMELの大きなロゴをサイドポンツーンに貼付けて開幕戦に出走。結果的にハーバートが開幕戦デビューウィンの完勝を決めたことによりR&Jレイノルズとの交渉が進展し次戦より正式にメインスポンサー契約締結に至ったという逸話を持つ。1991年のF1ステップアップ時にも同しエンジン獲得を狙う他の中堅F1チームを差し置き1990年夏にフォード・コスワース・HBエンジンを獲得するなど彼の手腕によってチームが繁栄した事実もある。しかし同時に「とにかくケチ」「金払いが悪い」という点が欠点として挙げられる。この点は複数の元チームスタッフが指摘しており、マイク・ガスコインは「（テクニカルディレクターに昇格したのに）『契約上はまだチーフデザイナーだ』と言ってサラリーの増額を拒否した」、ゲイリー・アンダーソンも「約束した予算を満額で出してくれたためしがない」「いくら説得しても聞く耳持たずで（中略）不毛なやり取りに心底うんざりしてしまった」と語っている。
ただトップチームと比べて予算規模が小さく、金を出そうにも先立つものがない状態であったことも事実で、チームのマネージャーだったイアン・フィリップスは「（1999年時点で）総予算は7000万ポンド（当時の通貨レートで約129億円）」と語っているほか、ラルフ・シューマッハも2020年にF1でバジェットキャップ（F1チーム予算上限額）の議論が本格化した際に受けた取材の中で「1997年のチームの予算は4000万ドルしかなかった」とコメントしており、当のジョーダン自身も「ジョーダンの門を叩いた若者たちは、いずれ能力を認められて強豪チームに移っていく」「我々が払える給料では数年も働いてくれたら御の字」と語り、当時のチーム状態ではやむを得なかったとしている。
ただその結果として、ドライバー以外にエンジニアについても若手の登竜門となっており、サム・マイケルやジェームス・キーなどといったエンジニアが後に他チームでチーム首脳に加わる出世を果たしている。

## 変遷表
| 年     | エントリー名                      | 車体型番   | タイヤ | エンジン         | 燃料・オイル        | ドライバー | ランキング | 優勝数 |
| ------ | --------------------------------- | ---------- | ------ | ---------------- | ------------------- | --- | ---------- | ------ |
| 1991年 | チーム・7up・ジョーダン           | 191        | G      | フォードHBIII,IV | BP                  | ベルトラン・ガショー ミハエル・シューマッハ ロベルト・モレノ アレッサンドロ・ザナルディ アンドレア・デ・チェザリス              | 5          | 0      |
| 1992年 | サソル・ジョーダン・ヤマハ        | 192        | G      | ヤマハOX99       | サソル              | ステファノ・モデナ マウリシオ・グージェルミン                                                                                   | 13         | 0      |
| 1993年 | サソル・ジョーダン                | 193        | G      | ハート1035       | サソル              | ルーベンス・バリチェロ イヴァン・カペリ ティエリー・ブーツェン マルコ・アピチェラ エマニュエル・ナスペッティ エディ・アーバイン | 10         | 0      |
| 1994年 | サソル・ジョーダン                | 194        | G      | ハート1035       | サソル              | ルーベンス・バリチェロ エディ・アーバイン 鈴木亜久里 アンドレア・デ・チェザリス                                                 | 5          | 0      |
| 1995年 | トタル・ジョーダン・プジョー      | 195        | G      | プジョーA10V2    | トタル              | ルーベンス・バリチェロ エディ・アーバイン                                                                                       | 6          | 0      |
| 1996年 | B&H・トタル・ジョーダン・プジョー | 196        | G      | プジョーA12V4    | トタル              | ルーベンス・バリチェロ マーティン・ブランドル                                                                                   | 5          | 0      |
| 1997年 | B&H・トタル・ジョーダン・プジョー | 197        | G      | プジョーA14EV5   | トタル              | ラルフ・シューマッハ ジャンカルロ・フィジケラ                                                                                   | 5          | 0      |
| 1998年 | B&H・ジョーダン・無限ホンダ       | 198        | G      | 無限MF301HC      | エルフ              | デイモン・ヒル ラルフ・シューマッハ                                                                                             | 4          | 1      |
| 1999年 | B&H・ジョーダン・無限ホンダ       | 199        | B      | 無限MF301HD      | エルフ              | ハインツ＝ハラルド・フレンツェン デイモン・ヒル                                                                                 | 3          | 2      |
| 2000年 | B&H・ジョーダン・無限ホンダ       | EJ10,EJ10B | B      | 無限MF301HE      | エルフ              | ハインツ＝ハラルド・フレンツェン ヤルノ・トゥルーリ                                                                             | 6          | 0      |
| 2001年 | B&H・ジョーダン・ホンダ           | EJ11,EJ11B | B      | ホンダRA001E     | エルフ ペトロブラス | ハインツ＝ハラルド・フレンツェン ヤルノ・トゥルーリ リカルド・ゾンタ ジャン・アレジ                                             | 5          | 0      |
| 2002年 | DHL・ジョーダン・ホンダ           | EJ12       | B      | ホンダRA002E     | エルフ エネオス     | ジャンカルロ・フィジケラ 佐藤琢磨                                                                                               | 6          | 0      |
| 2003年 | ジョーダン・フォード              | EJ13       | B      | フォードRS1      | エルフ              | ジャンカルロ・フィジケラ ラルフ・ファーマン ゾルト・バウムガルトナー                                                            | 9          | 1      |
| 2004年 | ジョーダン・フォード              | EJ14       | B      | フォードRS2      | エルフ              | ニック・ハイドフェルド ジョルジオ・パンターノ ティモ・グロック                                                                  | 9          | 0      |
| 2005年 | ジョーダン・トヨタ                | EJ15,EJ15B | B      | トヨタRVX-05     | エルフ              | ティアゴ・モンテイロ ナレイン・カーティケヤン                                                                                   | 9          | 0      |

*斜体になっているドライバーはスポット参戦など

## 車両ギャラリー
- 1991年 - 2005年

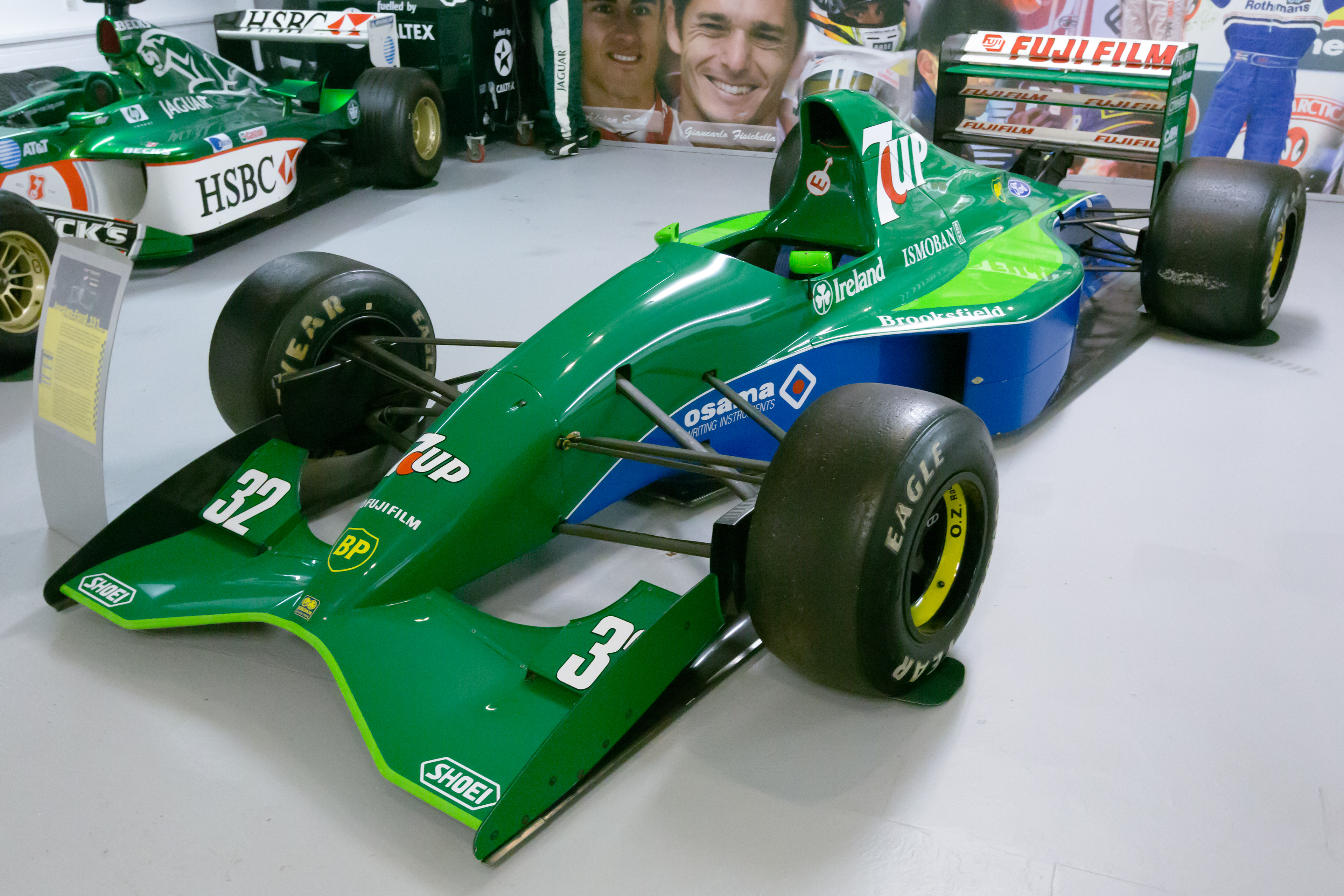
191 フォード
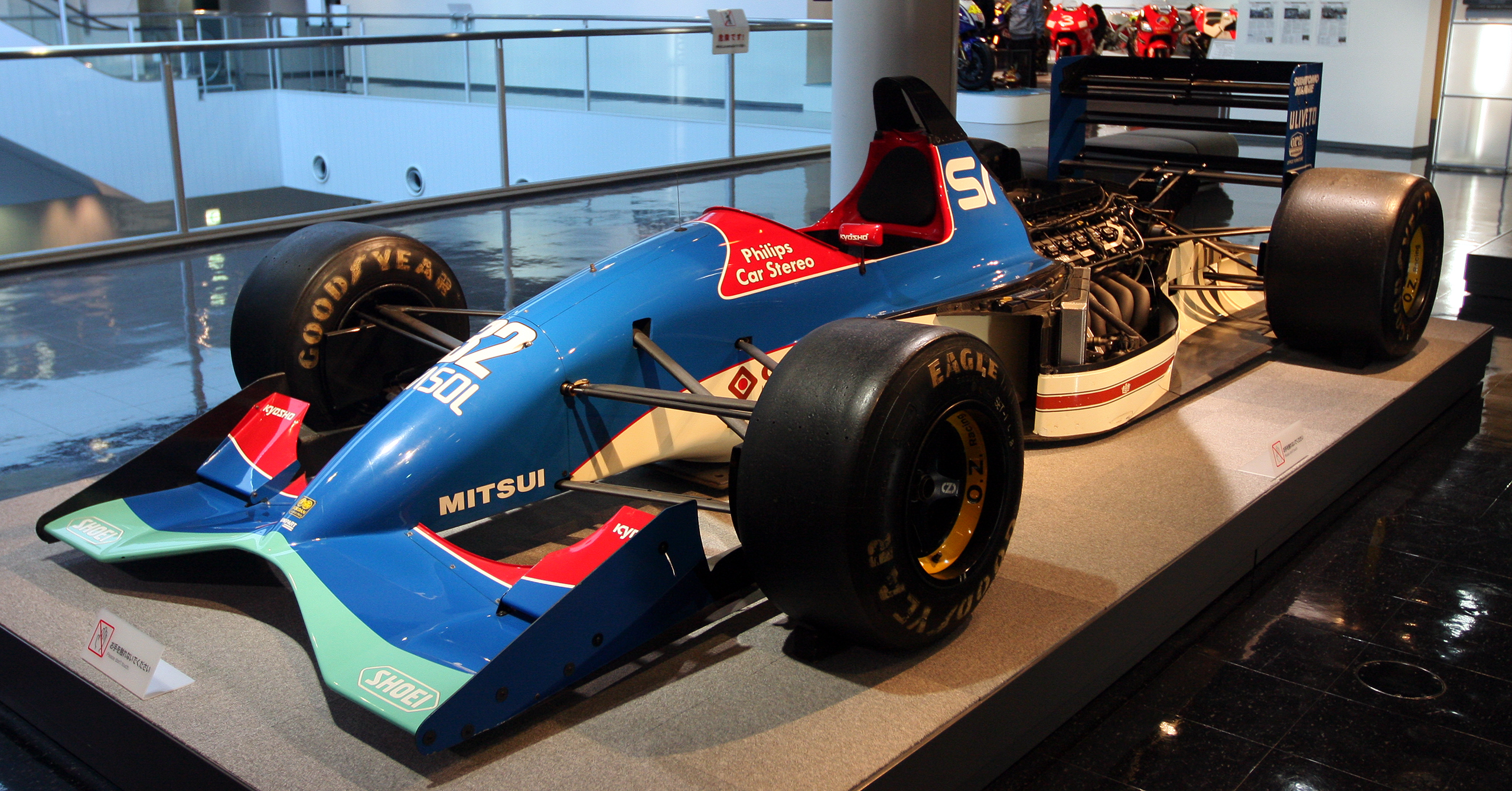
192 ヤマハ
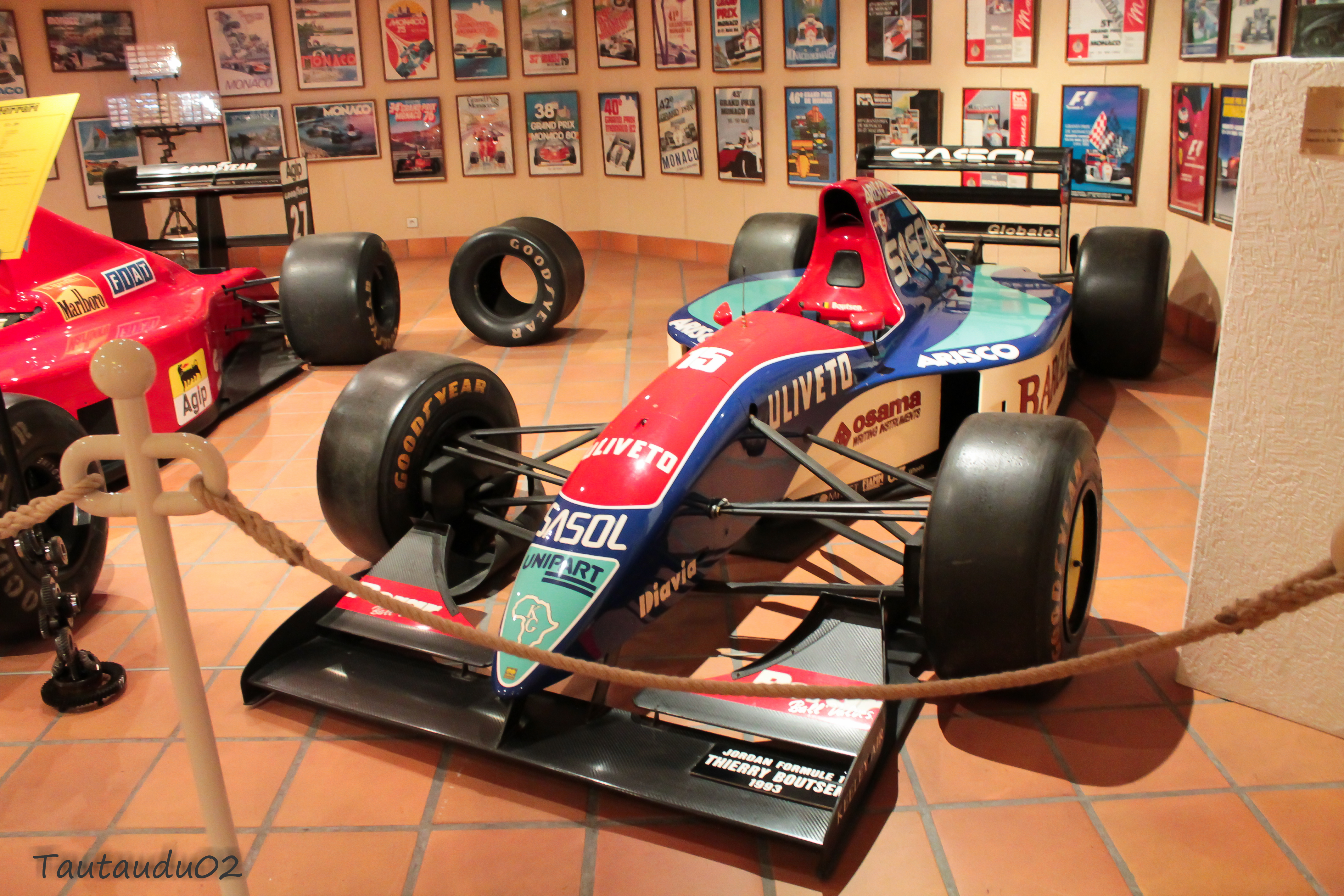
193 ハート
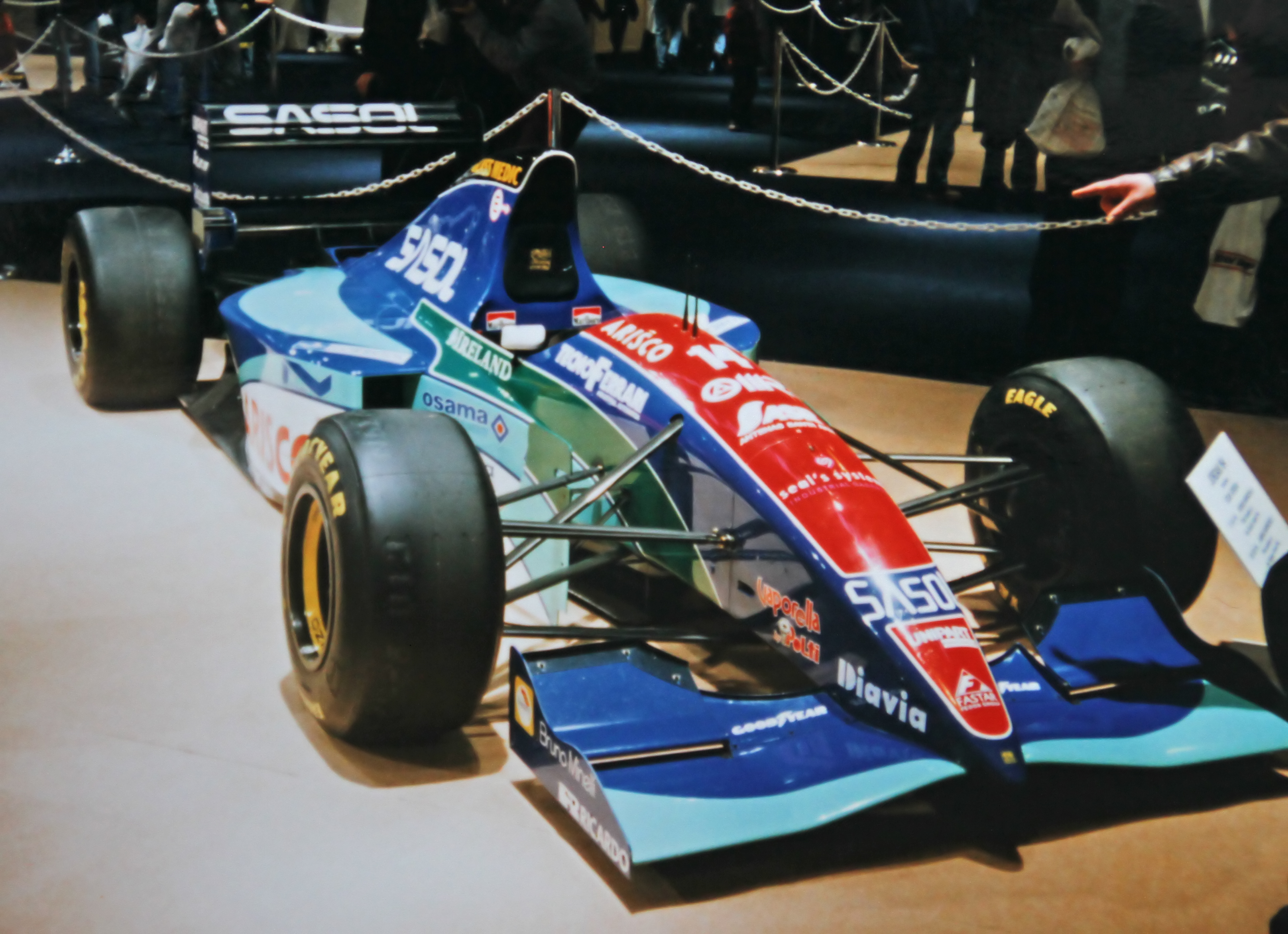
194 ハート
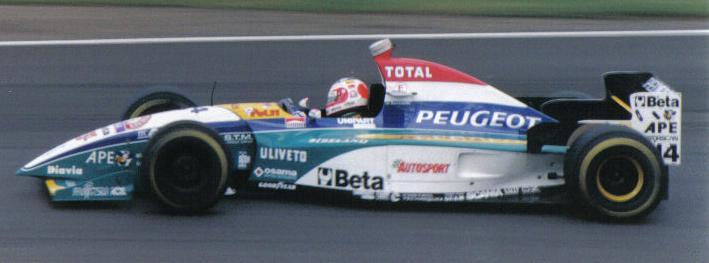
195 プジョー
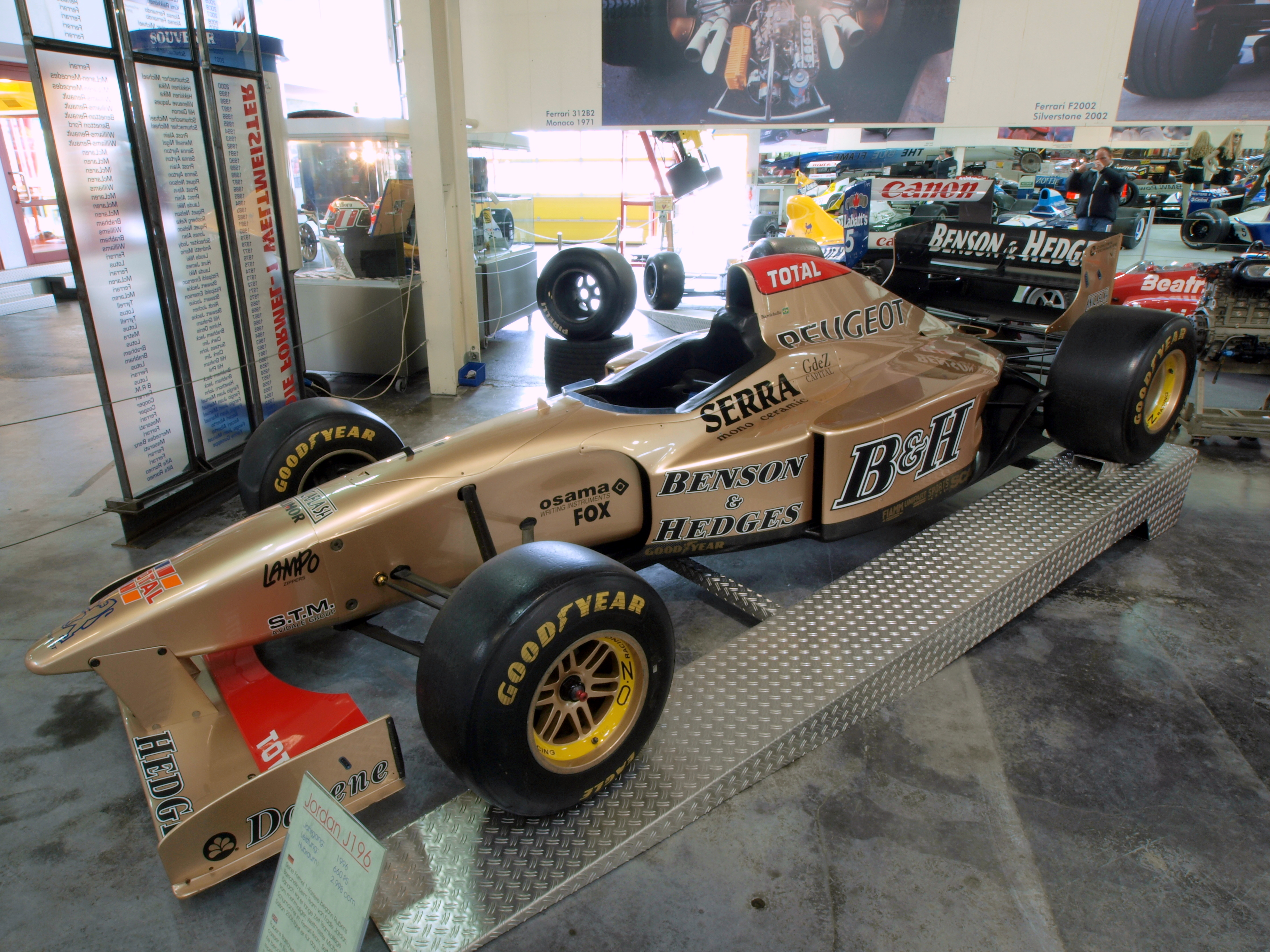
196 プジョー
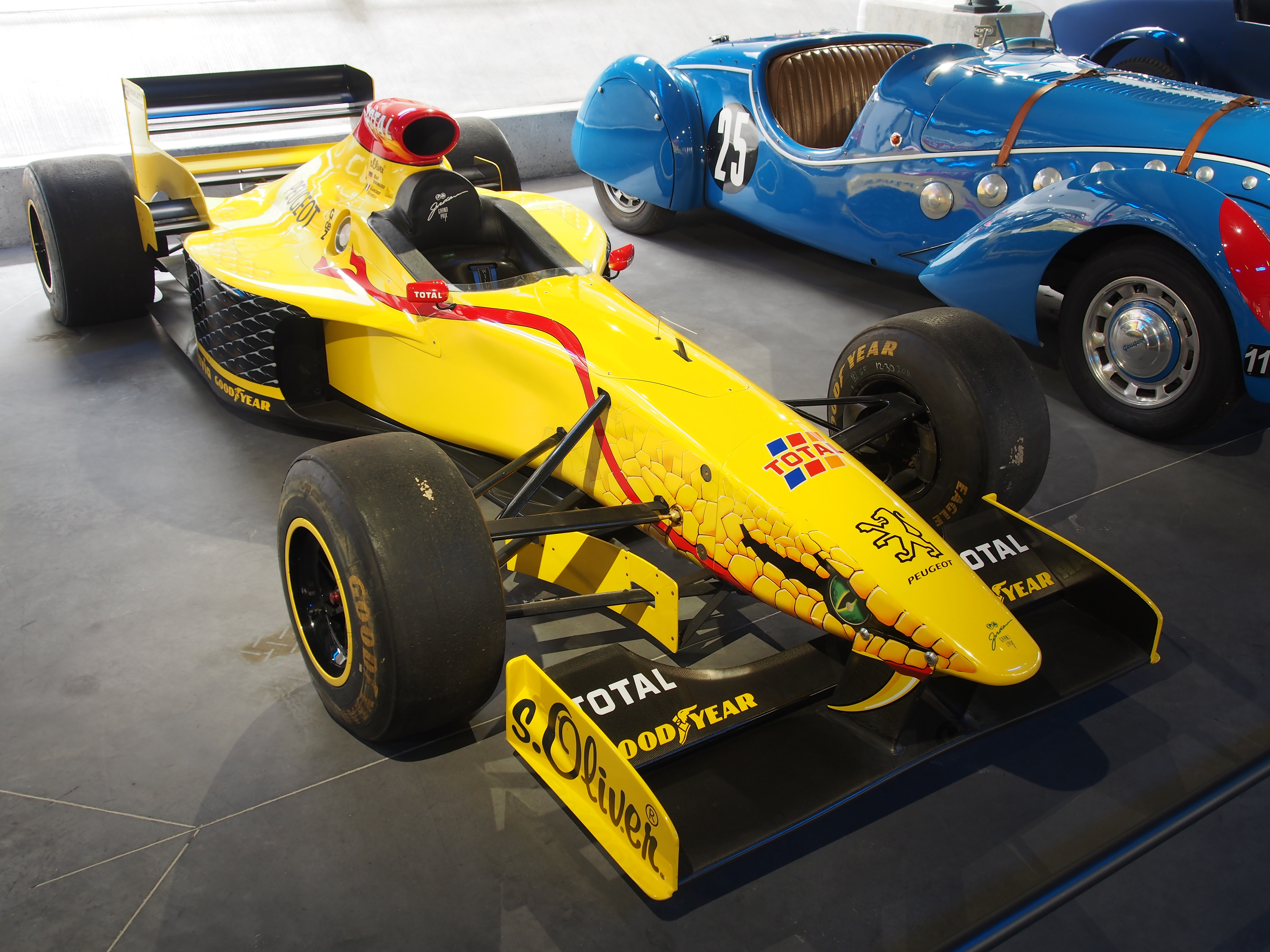
197 プジョー
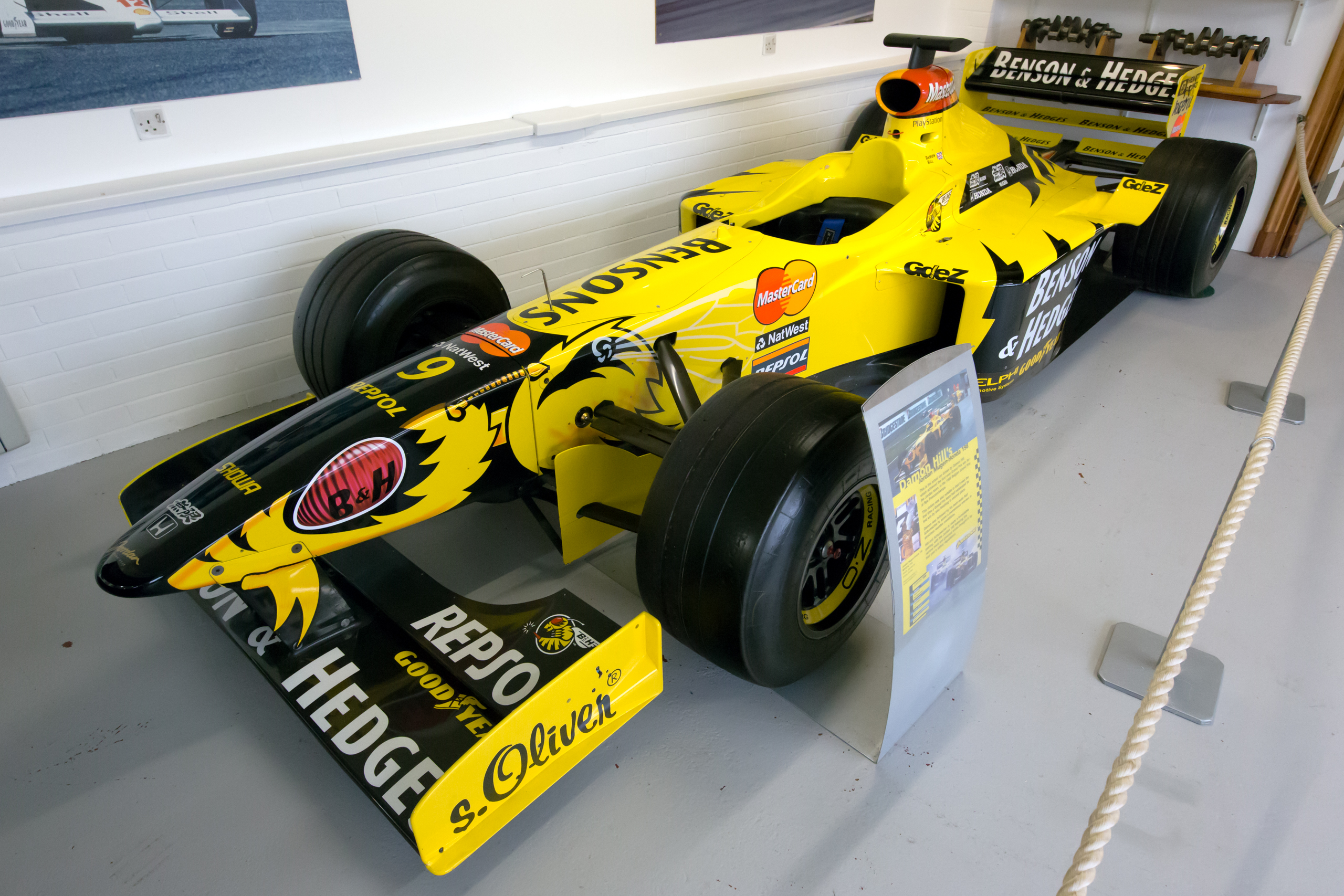
198 無限ホンダ
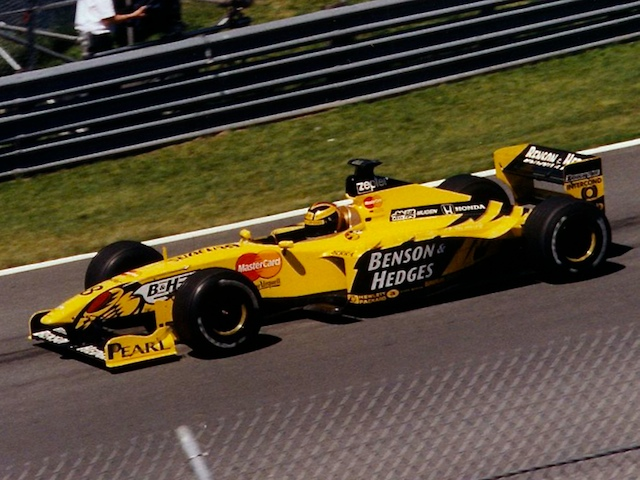
199 無限ホンダ
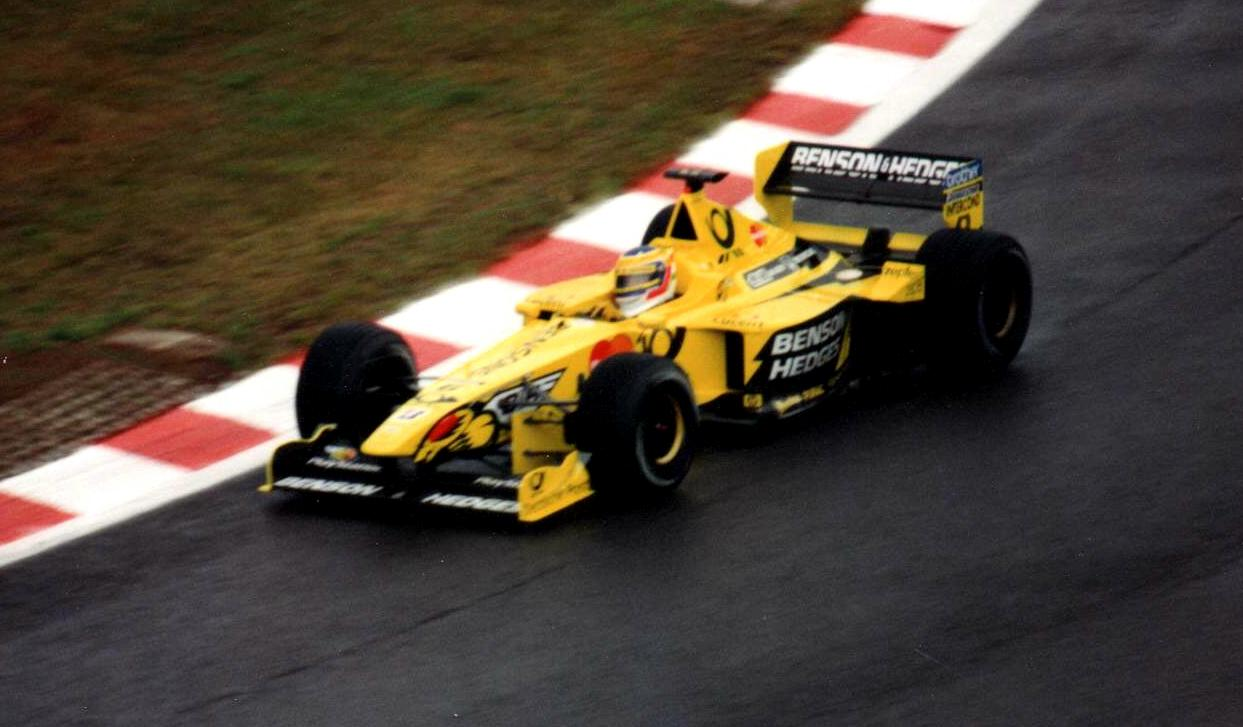
EJ10 無限ホンダ
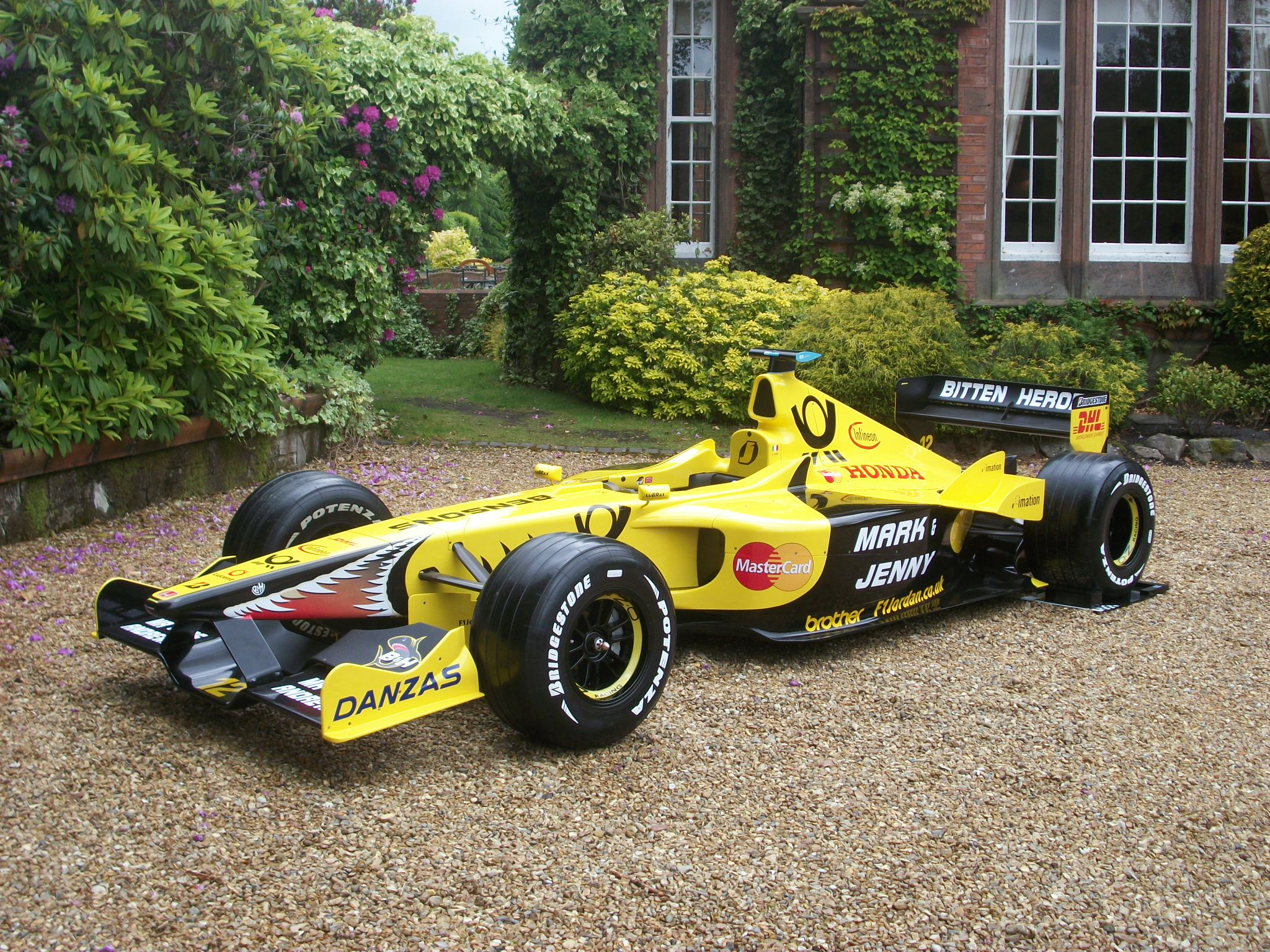
EJ11 ホンダ
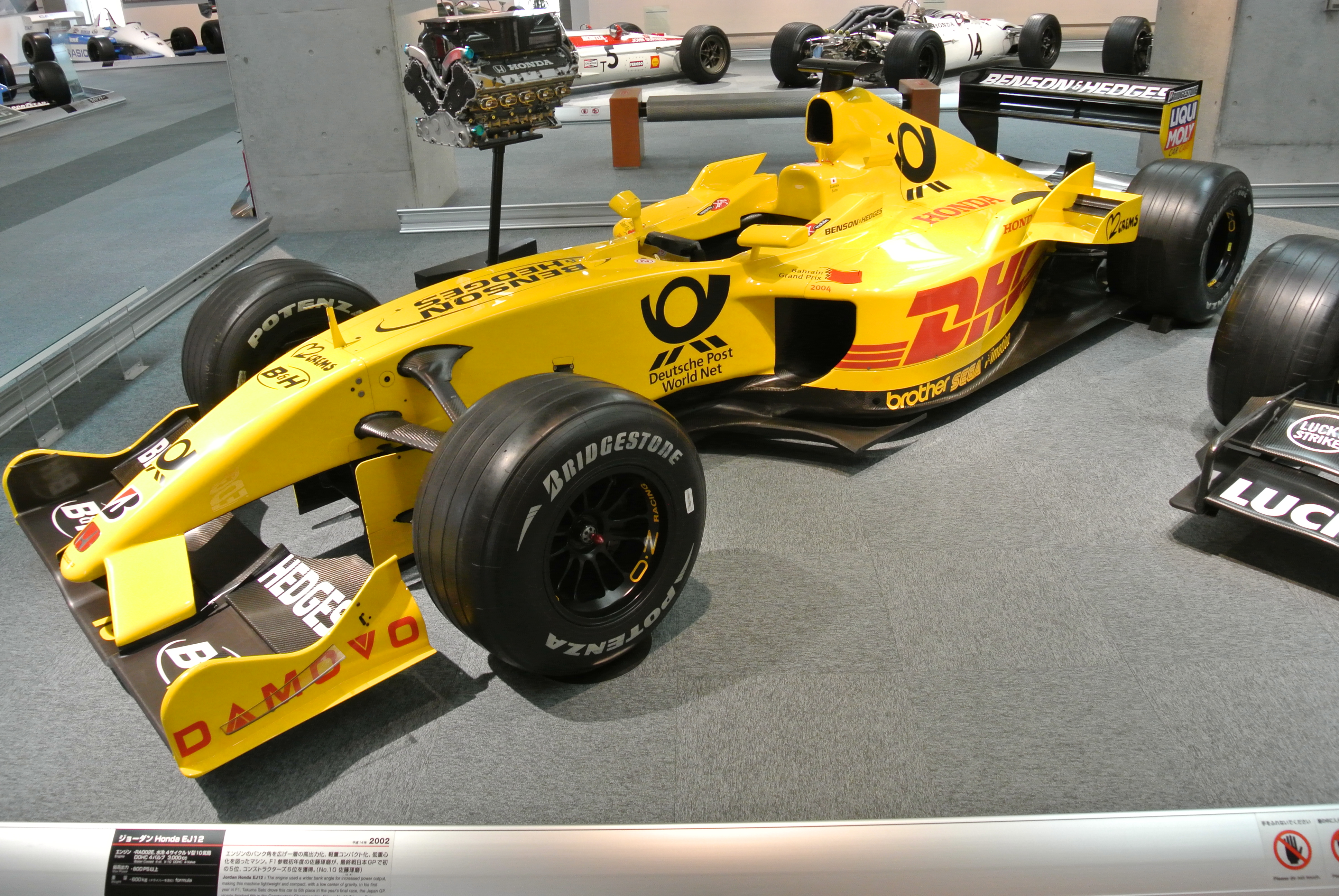
EJ12 ホンダ
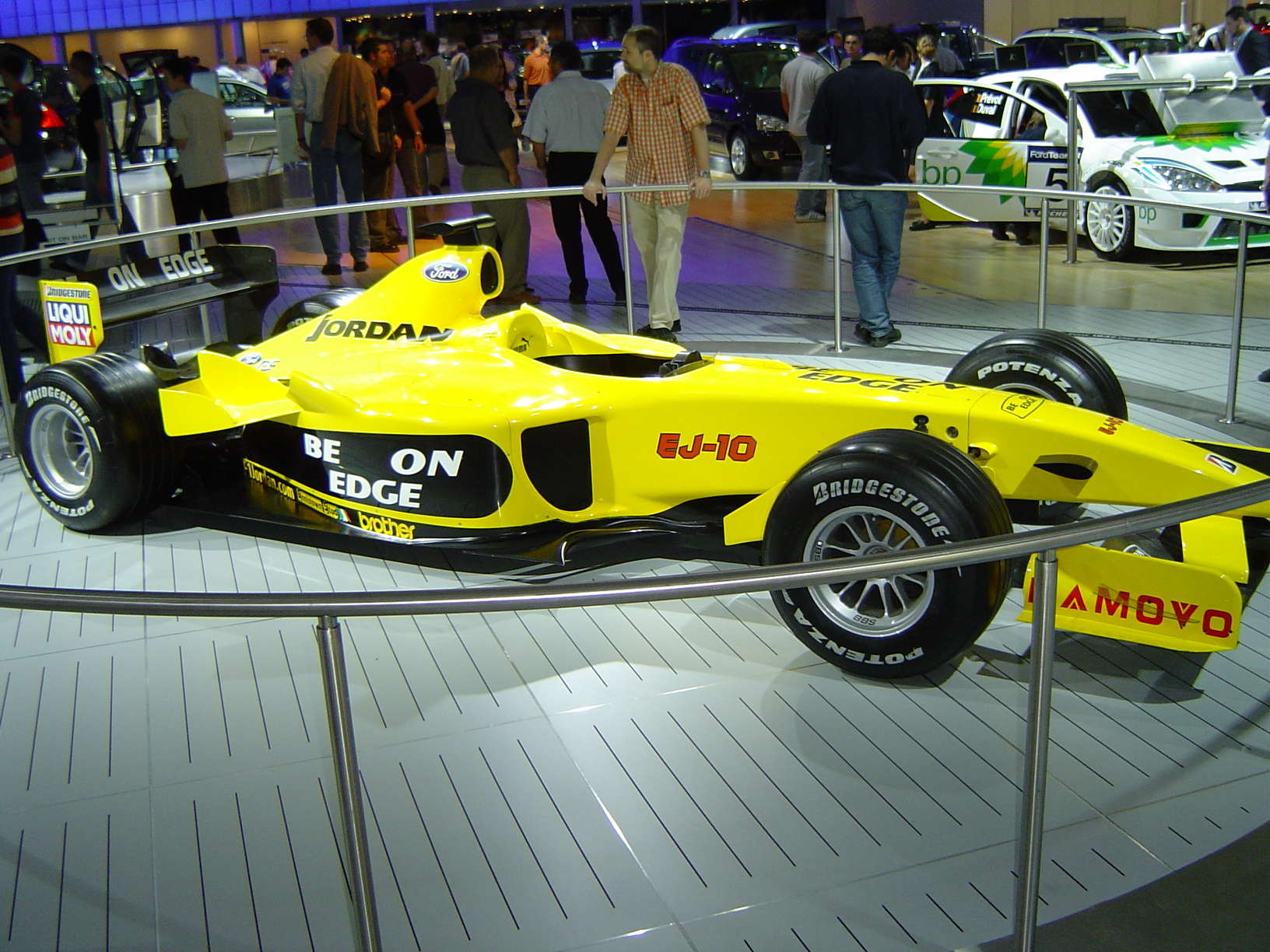
EJ13 フォード
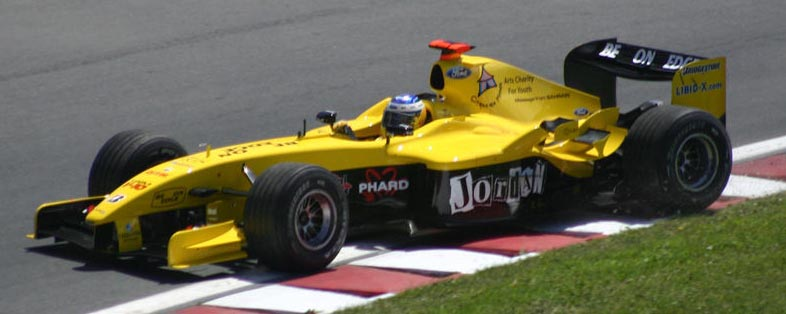
EJ14 フォード
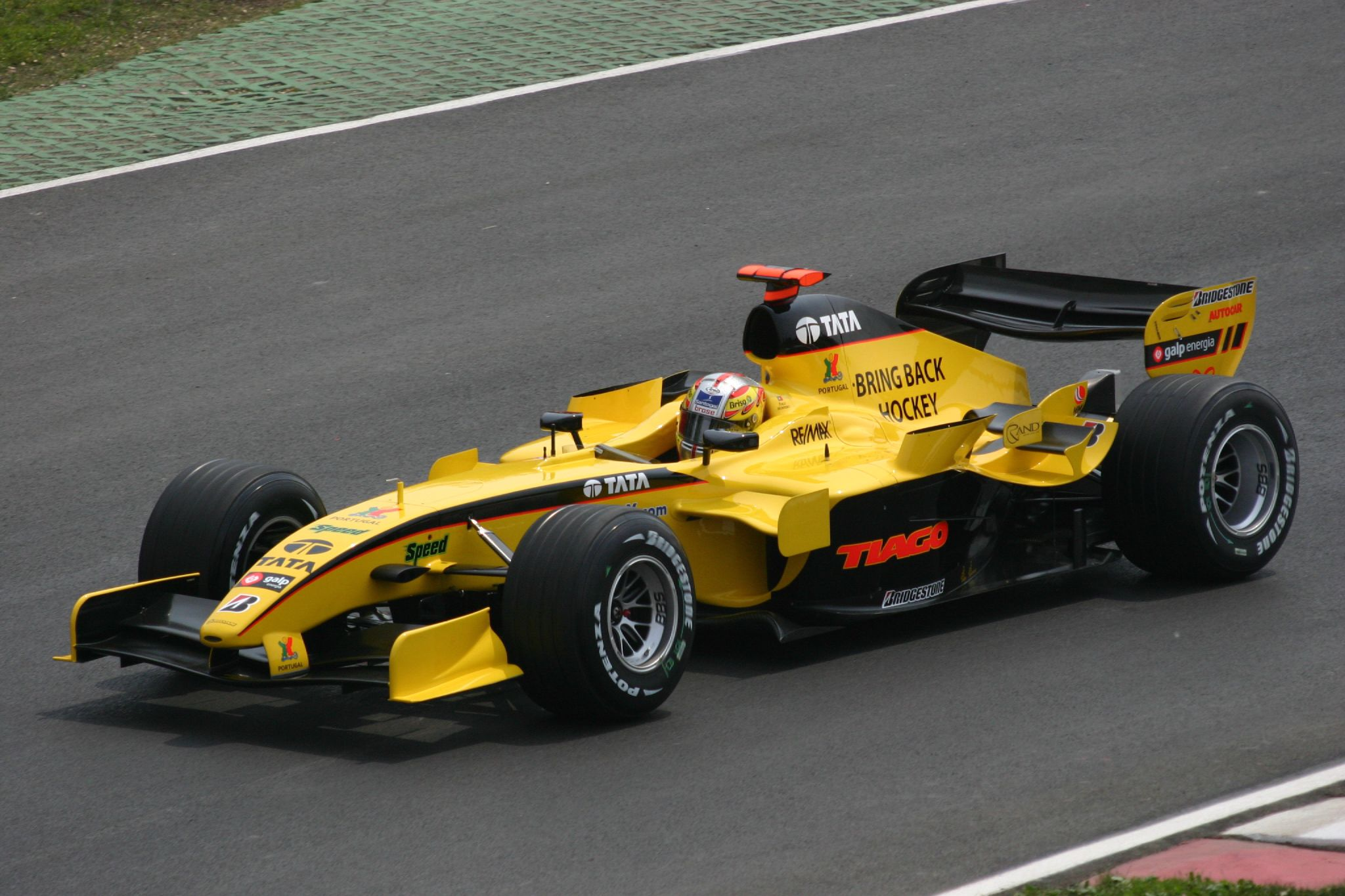
EJ15 トヨタ